# Софія Грушко
«Софія Грушко» — радянський художній фільм 1972 року. Останній фільм режисера Віктора Івченка. За мотивами п'єси Вадима Собка «Голосіївський ліс».

## Сюжет
1942 рік. На околиці Києва — в Голосіївському лісі, німецько-фашистські окупанти виводять на розстріл радянського лейтенанта Семена Лихолая. Постріл в спину — і він падає в яму, але встигає обернутися і побачити — стріляла в нього Софія Грушко — медсестра, яка ризикуючи не тільки своїм життям, а й життям трьох дівчаток-маляток врятованих нею з розбомбленого пологового будинку, місяцями ховала його пораненого у себе в льосі, виходжуючи його — його рятівниця, його любов… 1960 рік. Приїхавши у відрядженні до Києва, дивом тоді виживший Семен Лихолай зайшовши в гості до знайомих випадково там зустрічає Софію Грушко…

## У ролях
- Нінель Мишкова — Софія Петрівна Грушко
- Степан Олексенко — Семен Лихолай
- Орися Бурда — Віра
- Олена Амінова — Надія
- Лариса Хоролець — Любов
- Володимир Петров — Василь
- Борислав Брондуков — Михайло
- Володимир Гончаров — Краузе
- Микола Козленко — Стрижак
- Володимир Волков — Іван Павлович Чорновіл
- Юрій Лавров — Іван Захарович, генерал КДБ
- Валерій Панарін — Петя Мелешко
- Світлана Кондратова — епізод

## Знімальна група
- Сценарист: Вадим Собко
- Режисер-постановник: Віктор Івченко
- Оператор-постановник: Олексій Прокопенко
- Художник-постановник: Михайло Юферов
- Композитор:Борис Буєвський
- Текст пісень: Михайла Сіренка
- Режисер: Вітольд Янпавліс
- Звукооператор: Григорій Матус
- Оператор: О. Глущук
- Комбіновані зйомки: оператор — Микола Іллюшин, художник — Н. Біньковський
- Художник по костюмах: Ядвіга Добровольська
- Художник по гриму: Е. Одинович
- Декорації: Микола Терещенко, Ю. Бойко
- Режисер монтажу: Л. Мхітар'янц
- Редактор: Володимир Чорний
- Державний симфонічний оркестр УРСР, диригент — Ігор Ключарьов
- Директор картини: Яків Забутий